# The Passion 2025
The Passion 2025 was de vijftiende editie van The Passion, een Nederlands muzikaal-bijbels evenement dat jaarlijks op Witte Donderdag wordt gehouden, telkens op een andere locatie. Het evenement werd in 2025 op 17 april in Terneuzen gehouden, op een podium op het Stadhuisplein. De uitzending werd live en in de daaropvolgende week bijna 2,2 miljoen keer bekeken. En bereikte een marktaandeel van 36,0% in de doelgroep 20-49 jaar.  

## Pasen

### Voorgeschiedenis
De bekendmaking van Terneuzen als gaststad voor The Passion in 2025 was opvallend vroeg. Waar deze in eerdere jaren doorgaans in het najaar werd bekendgemaakt, gebeurde dat voor deze editie reeds in juni 2024. Het zou de eerste keer worden dat een stad in de provincie Zeeland gastplaats zou zijn voor The Passion. 
De komst van The Passion naar Terneuzen ging met de nodige controverse gepaard. Zo was er discussie in de gemeenteraad over de kosten van het evenement.
De locatie van het podium was lange tijd onbekend, maar eind februari werd onthuld dat deze op het Stadhuisplein zou komen te staan. In die periode werd ook begonnen om de spelers bekend te maken.
Er werden zes- tot zevenduizend toeschouwers verwacht.

### Locaties
Dit artikel of overzicht is mogelijk incompleet; u kunt helpen door het uit te breiden.
- Sleepboot Multratug 35 - Aankomst Jezus
- Stadhuisplein - Locatie hoofdpodium en finale
- Restaurant Capaco - Scene Petrus en Jezus
- Café De Vriendschap - Laatste Avondmaal
- Multraship - Judas worstelt met het kwaad
- Van Duijn De Jong Aubergines - Tuin van Getsemane

### Rollen
| Rol              | Naam                      |
| ---------------- | ------------------------- |
| Jezus            | Dorian Bindels            |
| Maria            | Eva Simons                |
| Petrus           | Défano Holwijn            |
| Judas            | Eddy Zoëy                 |
| Pilatus          | Richard Groenendijk       |
| Maria Magdalena  | Vajèn van den Bosch       |
| Tomas            | Guido Spek                |
| Discipelen       | Joshua Albano             |
| Discipelen       | Sem Ben Yakar             |
| Discipelen       | Maike Boerdam             |
| Discipelen       | Sonia Eijken              |
| Discipelen       | Jos de Groot              |
| Discipelen       | Esmee Joanna van Oostende |
| Discipelen       | Wolter Oosterhuis         |
| Discipelen       | Wendy Ruijfrok            |
| Verteller        | Wendy van Dijk            |
| Verslaggever     | Anita Witzier             |
| Petrus-herkenner | Kai Merckx                |
| Petrus-herkenner | Mike Hansler              |
| Petrus-herkenner | Monique Hansler-Spiering  |
| Politiechef      | Mick van Wely             |
| Barabbas         | Michella Kox              |

### Muzieknummers
| Titel                          | Oorspronkelijke Artiest                                 | Gezongen door                                                                |
| ------------------------------ | ------------------------------------------------------- | ---------------------------------------------------------------------------- |
| Horizon                        | BLØF                                                    | Dorian Bindels, Défano Holwijn, Eddy Zoëy, Vajèn van den Bosch en discipelen |
| Vlieg met me mee               | Trijntje Oosterhuis                                     | Eva Simons                                                                   |
| Blindelings                    | Antoon                                                  | Dorian Bindels, Défano Holwijn en Vajèn van den Bosch                        |
| Zevende hemel                  | De Dijk                                                 | Dorian Bindels, Défano Holwijn, Eddy Zoëy, Vajèn van den Bosch en discipelen |
| Ze meent het                   | Metejoor                                                | Eva Simons                                                                   |
| Psycho                         | Goldband                                                | Eddy Zoëy                                                                    |
| Vannacht                       | Tina Turner en David Bowie                              | Dorian Bindels                                                               |
| Waterdicht                     | Hannah Mae                                              | Eva Simons                                                                   |
| Duister                        | Imagine Dragons                                         | Dorian Bindels en Eddy Zoëy                                                  |
| Zwart Wit                      | Frank Boeijen Groep                                     | Richard Groenendijk & Dorian Bindels                                         |
| Wat zou je doen                | BLØF                                                    | Dorian Bindels, Eddy Zoëy & Defano Holwijn                                   |
| Schaduw                        | Lady Gaga en Bradley Cooper Metejoor en Lisa van Rossem | Dorian Bindels & Eva Simons                                                  |
| Waarom fluister ik je naam nog | Benny Neyman                                            | Eva Simons                                                                   |
| Ik ben bij je (Themalied)      | Jaap Reesema & K3                                       | Dorian Bindels                                                               |

## 15 jaar The Passion
Op Tweede Paasdag maandag 21 april was ter ere van het vijftienjarige bestaan van The Passion een speciale aflevering te zien bij KRO-NCRV op NPO1 waarin werd teruggeblikt op de hoogtepunten van de afgelopen jaren.
In 15 jaar The Passion kwamen Bertrie Wierenga, Simone Kleinsma, Jeroen van Koningsbrugge, Soy Kroon, Do, Jan Dulles, Matteo van der Grijn, Jamai Loman, Dwight Dissels, Kluun en Edsilia Rombley aan het woord om te vertellen over hun ervaringen en hoogtepunten. 
Ook werden de uitslagen van een onderzoek over The Passion besproken. The Passion behoort al 15 jaar tot een van de best bekeken en meest gewaardeerde programma’s van de publieke omroep, met gemiddeld het cijfer 8. Kijkers beschouwen het als een onmisbare gebeurtenis rondom Pasen. De voice-over van het programma was Anita Witzier.

### Muzieknummers
| Titel                                                            | Oorspronkelijke artiest     | Gezongen door                                    | Jaartal           |
| ---------------------------------------------------------------- | --------------------------- | ------------------------------------------------ | ----------------- |
| Zeg Me Dat Het Niet Zo Is                                        | Frank Boeijen Groep         | Do                                               | 2011 (Gouda)      |
| Kijk omhoog                                                      | Nick en Simon               | Jan Dulles                                       | 2014 (Groningen)  |
| Margherita                                                       | Marco Borsato               | Jan Dulles en Jamai Loman                        | 2014 (Groningen)  |
| Kan ik iets voor je doen                                         | De Dijk                     | Dwight Dissels                                   | 2017 (Leeuwarden) |
| Hou van mij                                                      | 3JS                         | Simone Kleinsma                                  | 2014 (Groningen)  |
| Breng me naar het water                                          | Marco Borsato               | Edwin Jonker en Edsilia Rombley                  | 2019 (Dordrecht)  |
| Sorry                                                            | André Hazes                 | Matteo van der Grijn, Keizer en William Spaaij   | 2024 (Zeist)      |
| Blijf nog even hier                                              | Tabitha en Pascal Jakobsen  | Sinan Eroglu, Ferdi Stofmeel en Bertrie Wieringa | 2023 (Harlingen)  |
| Wie heeft de zon uit je gezicht gehaald/Ik leef mijn eigen leven | Herman van Veen/André Hazes | Jeangu Mancrooy, Tommie Christiaan en Brainpower | 2018 (Amsterdam)  |
| Pak maar m´n hand                                                | Nick en Simon               | René van Kooten                                  | 2013 (Den Haag)   |
| Wat is mijn hart                                                 | Marco Borsato               | Danny de Munk en Charly Luske                    | 2012 (Rotterdam)  |
| Wit licht                                                        | Marco Borsato               | Jeroen van Koningsbrugge                         | 2015 (Enschede)   |
| Alles komt goed                                                  | Jaap Reesema                | Soy Kroon                                        | 2022 (Doetinchem) |

## Hemelvaart

### Voorgeschiedenis
The Passion Hemelvaart is het vervolg van The Passion 2025 dat op 29 mei 2025 (Hemelvaartsdag) wordt uitgezonden. Deze editie wordt eerder opgenomen in de gemeente Sluis,  waarbij er naast in de gelijknamige stad ook omliggende dorpen als Schoondijke en Groede is gefilmd. Het verhaal werd verteld vanuit laatstgenoemde kern. Deze uitzending trok inclusief uitgesteld kijken 895.000 kijkers, met een marktaandeel van 20,1% in de doelgroep 20-49 jaar.  

### Locaties
- Groede – Lied Maria Magdalena: Zoveel kleuren
- Begraafplaats Sluis - Lied Petrus & Tomas: Als ik met de wind kon dansen

### Muzieknummers
| Titel                         | Oorspronkelijke artiest | Gezongen door                                                                 |
| ----------------------------- | ----------------------- | ----------------------------------------------------------------------------- |
| Harder dan ik hebben kan      | BLØF                    | Eva Simons                                                                    |
| Zoveel kleuren                | Son Mieux               | Vajèn van den Bosch                                                           |
| Als ik met de wind kon dansen | Bente                   | Défano Holwijn en Guido Spek                                                  |
| Paranoia                      | Maan                    | Richard Groenendijk                                                           |
| Hij is hier bij mij           | Kate Bush               | Eva Simons en Vajèn van den Bosch                                             |
| Ik ben bij je (Themalied)     | Jaap Reesema & K3       | Dorian Bindels, Eva Simons, Vajèn van den Bosch, Défano Holwijn en discipelen |

### Rollen
| Rollen          | Naam                                                                                                  |
| --------------- | --- |
| Jezus           | Dorian Bindels                                                                                        |
| Maria           | Eva Simons                                                                                            |
| Petrus          | Défano Holwijn                                                                                        |
| Maria Magladena | Vajèn van den Bosch                                                                                   |
| Tomas           | Guido Spek                                                                                            |
| Verteller       | Wendy van Dijk                                                                                        |
| Discipelen      | Joshua Albano Sem Ben Yakar Maike Boerdam Sonia Eijken Esmee Joanna Wolter Oosterhuis Wendy Ruijffrok |
| Pilatus         | Richard Groenendijk                                                                                   |
| Interviewer     | Roos Moggré                                                                                           |